# 5D Chess with Multiverse Time Travel
5D Chess with Multiverse Time Travel é um jogo eletrônico, variante do xadrez, lançado em 2020 para Microsoft Windows, macOS e Linux pelo estúdio americano Thunkspace. A mecânica que lhe dá título, a viagem no tempo e no multiverso, permite que as peças viajem através dos turnos e das linhas do tempo existentes em cada partida de maneira semelhante à como se movem através de fileiras e colunas do jogo. O jogo teve retorno positivo pela crítica e foi elogiado por seu design complexo e elegante.
Apesar do nome, a mecânica de jogo do xadrez 5D possui apenas quatro dimensões: fileira, coluna, turno e linha do tempo.

## Jogabilidade
O 5D Chess inicia como um jogo comum de xadrez. Conforme o jogo avança, as peças podem ser movidas para uma versão anterior ou alternativa do tabuleiro, de acordo com regras específicas.
Afim de evitar paradoxos temporais no jogo, sendo que a regra básica é que o passado não pode ser alterado a fim de beneficiar o presente, a viagem no tempo, no lugar de alterar o presente onde ocorre, cria uma linha do tempo paralela, ou seja, um multiverso dentro da partida, onde a peça enviada ao passado agora integra o presente dessa nova linha, que inicia o no momento em que a peça chega ao passado.
As peças também podem ser enviadas entre essas diferentes linhas do tempo e podem chegar no "passado", "presente" ou "futuro" de dada linha do tempo. Sempre que uma nova linha do tempo é formada a partir do movimento de uma peça entre diferentes turnos, os jogadores devem fazer uma jogada para cada linha do tempo criada. Por exemplo, se houver 3 linhas do tempo na partida, cada turno consiste em 3 jogadas, uma para cada tabuleiro ativo.
O jogo termina quando o rei é capturado em qualquer uma das linhas do tempo, seja no passado ou no presente, ou quando o número de movimentos válidos disponíveis para um jogador é menor que o número de linhas do tempo, caso em que o jogador perde. Em termos gerais, quanto mais turnos passam, mais complicado o jogo se torna devido à criação de novos tabuleiros paralelos ao início da partida.
O 5D Chess introduz, no seu leque de movimentos, as triagonais (movimentos simultâneos em três dimensões) e quadragonais (movimentos simultâneos em quatro dimensões). Tais movimentos são usado apenas pelas peças Rei, Rainha, Unicórnio e Dragão.

### Movimento das peças
As regras de movimento das peças são derivadas das regras do xadrez clássico, sendo as dimensões "turno" e "linha de tempo" eixos de movimento válidos assim como as fileiras e colunas:
- Peões podem se mover uma ou duas casas "em frente" por vez. "Em frente" inclui ir em direção ao passado do oponente. O ataque do peão inclui as diagonais fileira/coluna e turno/linha do tempo;[nota 1]
- Torres podem mover qualquer número de casas ao longo de uma dimensão. Por exemplo, Isso permite que um jogador envie sua torre para sua posição atual, mas em qualquer turno seu no passado, usando o turno como dimensão de movimento, e mantendo fileira, coluna e linha do tempo constantes;
- Bispos movem qualquer número de casas em diagonal: considerando a diagonal como o movimento realizado de maneira igual entre duas dimensões simultaneamente, então é possível, por exemplo, mover um bispo três casas verticalmente e três turnos ao passado. Em suma, o bispo pode mover-se em qualquer combinação entre duas das quatro dimensões;
- Cavalos se movem em formato de "L", duas casas em uma dimensão e uma em outra dimensão - por exemplo, um cavalo pode se mover para qualquer espaço adjacente (dimensão coluna ou linha, um movimento) em uma linha do tempo que está a duas linhas do tempo de distância (dimensão linha do tempo, dois movimento);
- A rainha se move qualquer número de casas em qualquer número de dimensões, o que inclui triagonais e diagonais. Um movimento válido para uma rainha poderia ser mover-se 4 espaços verticalmente, 4 horizontalmente, para uma linha do tempo que está a 4 linhas do tempo de distância, e 4 turnos no passado dessa linha do tempo - sentido entendido no jogo como "quadragonal";
- Reis movem uma casa em qualquer número de dimensões, incluindo triagonais e quadragonais.

#### Peças não-ortodoxas
Além das seis peças do xadrez clássico, o jogo inclui suas próprias peças não ortodoxas, sendo elas:
- o unicórnio (que pode se mover qualquer número de casas em triagonal);
- o dragão (que pode se mover qualquer número de casas em quadragonal);
- a princesa (que se move como uma rainha, mas não pode se movimentar em triagonal ou quadragonal);
- o peão forte[nota 2] (uma versão alternativa do peão que pode atacar em qualquer diagonal, incluindo combinação entre espaço e tempo, desde que limitado a duas dimensões);
- a alta rainha[nota 3] (uma versão alternativa da rainha, que se move do mesmo modo, mas tem o mesmo peso de um rei, levando a partida ao fim se capturada);
- o rei comum[nota 4] (uma versão alternativa do rei, que se move do mesmo modo, mas não é decisivo para o fim da partida).

Essas peças podem ser usadas em configurações de alternativas de jogo, pois além das partidas em tabuleiros regulares de 8×8 casas, também é possível jogar em tabuleiros alternativos de 4×4, 5×5, 6×6 e 7×7 casas, além do modo quebra-cabeça, que apresenta 49 desafios a serem resolvidos com determinadas peças em determinado número de movimento. O jogo pode ser jogado online, contra outros jogadores, ou offline, contra uma inteligência artificial.

## Lançamento
O jogo foi lançado em 22 de julho de 2020 na plataforma Steam. Foi desenvolvido por Conor Petersen e o estúdio Thunkspace. Petersen afirmou gostar de variantes do xadrez, como o xadrez tridimensional, e imaginou o uso do tempo como uma dimensão adicional para os movimentos das peças, não apenas o espaço do tabuleiro. Disse o desenvolvedor: "A partir daí, tentei resolver cada problema ou paradoxo que encontrei. Acabei criando o 5D Chess with Multiverse Time Travel.". 

## Recepção
O revisor da Kotaku, Nathan Grayson, chamou o jogo de "notavelmente elegante pelo que é". Arne Kaehler, do ChessBase, observou que, embora o jogo tenha funcionado bem e seja uma variante divertida do xadrez, a IA do oponente não era muito competente. Um revisor do site Digital Downloaded chamado Howard L. apontou que, devido à crescente complexidade do jogo conforme as jogadas passam, ele apresenta um "poço ilimitado de possibilidades". Christopher Livingston da PC Gamer chamou o jogo de "alucinante". Jacob Aron, da New Scientist, escreveu que o jogo "não é para quem tem coração fraco" e "é extremamente difícil". O enxadrista Hikaru Nakamura jogou o jogo quando no programa VENN em agosto de 2020.